# Batalha de Tolbiac
A Batalha de Tolbiac foi uma batalha travada entre os francos de Clóvis I (r. 481–511) e os alamanos. Foi travada em Zülpich, anteriormente chamada Tolbiac, uma cidade da antiga Gália localizado perto de Colónia, no curso médio do Reno. Esta foi tradicionalmente colocada em 496, depois que Gregório de Tours a descreveu, mas hoje, após novos estudos, alguns historiadores colocam-na no ano de 506. A vitória fora conseguida por Clóvis I, e dada sua relevância estratégica, foi possível a consolidação do Reino Merovíngio.